# Videojuego para iPod
Un videojuego para iPod es un videojuego para el reproductor portátil de Apple, el iPod. El iPod original tuvo el juego Brick (originalmente inventado por el cofundador de Apple, Steve Wozniak) incluido como un huevo de Pascua. Firmwares posteriores lo agregaron como una de las opciones del menú. Versiones posteriores del iPod agregaron 3 juegos además de Brick: Parachute, Solitaire y Music Quiz. Estos juegos no deben ser confundidos con los juegos del iPod touch, los cuales requieren iOS y están disponibles sólo en la App Store, de iTunes.

## Historia
En septiembre de 2006, la iTunes Store empezó a ofrecer 9 juegos adicionales para comprar con el lanzamiento de iTunes 7, compatibles con la 5.ª generación del iPod con el firmware 1.2 o superior. Esos juegos fueron: Bejeweled, Cubis 2, Mahjong, Mini Golf, Pac-Man, Tetris, Texas hold 'em, Vortex y Zuma. Estos juegos estuvieron disponibles para comprar en la iTunes Store por US$4.99 cada uno. En diciembre de 2006, otros 2 juegos fueron lanzados por EA Mobile al mismo precio: Royal Solitaire y Sudoku. En febrero de 2007, Ms. Pac-Man fue lanzado seguido por iQuiz en abril del mismo año. Hasta ese tiempo, todos los juegos pudieron ser comprados en conjunto, sin descuento.
En mayo del 2007, Apple lanzó Lost: The Video Game, basado en la serie de televisión y hecho por Gameloft, En junio de 2007, "SAT Prep 2008" por Kaplan también fue lanzado. Este fue presentado como 3 juegos educacionales separados basados en escritura, lectura y matemáticas. En diciembre de 2007, Apple lanzó el juego clásico de Sega, Sonic the Hedgehog, el cual fue lanzado originalmente con la Sega Genesis a principios de los años 90'.
Con third parties como Namco, Square Enix, Sega y Hudson Soft haciendo juegos para el iPod, el reproductor de Apple ha tomado grandes pasos ingresando al mercado de videojuegos portátiles. Incluso revistas de videojuegos como GamePro y EGM han calificado muchos de sus juegos.
Los juegos toman el formato .ipg (iPod Game) el cual es en realidad un archivo .zip. Cuando son descomprimidos, éstos revelan archivos ejecutables junto con archivos de audio e imágenes, llevando la posibilidad de juegos third party. Actualmente Apple no tiene un SDK público para desarrollo específico para el iPod. El SDK de iOS sólo cubre iPhones y iPod Touch, no iPods tradicionales.
A octubre de 2011, Apple ha eliminado todos los juegos de este tipo de su tienda.

## Críticas
- Datos: Q3266431